# 上海外文图书有限公司
上海外文图书有限公司，是中华人民共和国上海市的一家国有图书进出口公司，经营上海外文书店。

## 历史
1950年4月，国际书店上海分店接管了位于上海市福州路的世界书局，1958年更名为上海外文书店。1985年5月成立上海外文图书公司。